# ولادیمیر کسارف
ولادیمیر کسارف (روسی: Владимир Петрович Кесарев؛ ۲۶ فوریهٔ ۱۹۳۰ – ۱۹ ژانویهٔ ۲۰۱۵) بازیکن و مربی فوتبال اهل اتحاد جماهیر شوروی سوسیالیستی بود.
از باشگاه‌هایی که در آن بازی کرده‌است می‌توان به باشگاه فوتبال دینامو مسکو اشاره کرد.
وی همچنین در تیم ملی فوتبال شوروی بازی کرده‌است.